# Bobby Joe Edmonds (giocatore di football americano)
Bobby Joe Edmonds Jr. (Nashville, 26 settembre 1964) è un ex giocatore di football americano statunitense che ha militato nel ruolo di running back e kick returner nella National Football League (NFL).

## Carriera
Edmonds fu scelto nel corso del quinto giro (126º assoluto) del Draft NFL 1986 dai Seattle Seahawks. Vi giocò per tre stagioni e detiene ancora i record di franchigia per yard guadagnate su ritorno di punt in carriera (1.010) e in una stagione (419). Nella sua stagione da rookie fu convocato per il Pro Bowl come ritornatore della AFC. Nel 1989 passò per una stagione ai Los Angeles Raiders dopo di che rimase fuori dal football professionistico fino al 1995 quando fece ritorno per un'annata con i Tampa Bay Buccaneers disputando tutte le 16 partite.

## Palmarès
- Convocazioni al Pro Bowl: 1

1986